# Acraea uvui
The Tiny Acraea (Acraea uvui) là một loài bướm ngày thuộc họ Nymphalidae. Nó được tìm thấy ở Cameroon, Angola, miền bắc Tanzania, Kenya, Rwanda, Uganda, Burundi và miền đông Zaire.
Ấu trùng ăn các loài Triumfetta và Sparmannia.

## Phụ loài
- Acraea uvui uvui (miền bắc Tanzania, Kenya, Rwanda, Uganda, Burundi, miền đông Zaire)
- Acraea uvui balina (Cameroon, Angola)